# Pseudobraunia californica
Pseudobraunia californica là một loài Rêu trong họ Hedwigiaceae. Loài này được (Lesq.) Broth. mô tả khoa học đầu tiên năm 1905.